# Brychta II
Brychta II – kaszubski herb szlachecki.

## Opis herbu
Opis z wykorzystaniem zasad blazonowania, zaproponowanych przez Alfreda Znamierowskiego:
W polu srebrnym gwiazda czerwona. Klejnot: trzy pióra strusie, czerwone między srebrnymi. Labry czerwone, podbite srebrem.

## Najwcześniejsze wzmianki
Herb wymieniany przez Nowego Siebmachera, Adelslexikon der Preussichen Monarchie Ledebura. Z heraldyków polskich wzmiankuje go tylko Seweryn Uruski.

## Rodzina Brychta
Herb ten przypisał Ledebur (być może mylnie lub przez przywłaszczenie) kaszubskiej rodzinie Brychta. Różni się on tylko układem barw w klejnocie od herbu zachodniopomorskiej rodziny Britzke.

## Herbowni
Brychta (Brichce, Bricht, Brycht, Brychtce).